# 宮本武蔵 (2001年のテレビドラマ)
『宮本武蔵』（みやもとむさし）は、2001年1月2日（火曜）14:00 - 23:54 （日本標準時、以下同）にテレビ東京系列局で放送された『新世紀ワイド時代劇』（後の『新春ワイド時代劇』）枠の単発テレビドラマである。テレビ東京とテレパックの共同製作。全4部構成。
主演：上川隆也。
この作品以前のテレビ東京の新春ドラマ枠は『12時間超ワイドドラマ』だったが、本作以後は約10時間の放送枠になり、21世紀の開始年にもあたることから、タイトルが『新世紀ワイド時代劇』に改められた。

## 概要
- 第一部 「野生児たけぞうから武蔵へ」
- 第二部 「柳生! 吉岡! 宝蔵院! 道場破り」
- 第三部 「宍戸梅軒、吉岡兄弟 二刀流開眼」
- 第四部 「一乗寺下がり松 そして巌流島の決闘」

「12時間超ワイドドラマ」時代からの通算で第21作となる。
1990年に「12時間超ワイドドラマ」で放映された「宮本武蔵」（主演：北大路欣也／制作：東映）のリメイク作品。

## スタッフ
- 原作：吉川英治『宮本武蔵』（講談社刊）
- 製作：テレビ東京、テレパック
- 脚本：長坂秀佳
- プロデューサー：小川治、森下和清
- プロデューサー補：田淵俊彦
- 監督：佐々木章光、藤尾隆
- 主題歌：スターダスト・レビュー「What is Love?」

## キャスト
- 宮本武蔵：上川隆也
- 佐々木小次郎：吉田栄作
- お通：鶴田真由
- 三沢伊織：三浦春馬
- 沢庵和尚：西田敏行
- 本位田又八：渡辺いっけい
- お杉：吉田日出子
- 朱実：鈴木紗理奈
- お甲：池上季実子
- 吉野太夫：涼風真世
- 吉岡清十郎：髙嶋政宏
- 吉岡伝七郎：本宮泰風
- 吉岡源左衛門：中原丈雄
- 吉岡源次郎：岩渕幸弘
- 宍戸梅軒：隆大介
- 辻風典馬：立川三貴
- 小野忠明：高岡一郎
- 柳生兵庫助：美木良介
- 柳生但馬守宗矩：辰巳琢郎
- 柳生石舟斎：中村嘉葎雄
- 本阿弥光悦：田村亮
- 長岡佐渡：柴俊夫
- 烏丸光広：大杉漣
- 池田輝政：市川左團次
- 岩間角兵衛：石田太郎
- 木村助九郎：宮内敦士
- 厨子屋耕介：田中邦衛
- 奥蔵院日観：大滝秀治
- 青木城太郎：中村大輝
- 青木丹左衛門：岩崎ひろし
- 祇園藤次：及川以造
- 権六：守田比呂也
- 志乃：青田典子
- お光：赤坂七恵
- 妙秀尼：南風洋子
- 唐琴太夫：IZAM

## 再放送・ソフト発売
初放送の3か月後、同年4月16日から6月18日には同系列局で、本作を全10話に分割した『宮本武蔵!特別編集版』が毎週月曜 19:00 - 19:53 に再放送された。
初放送翌年の2002年11月にDVD版が発売された（4枚組・DVD-BOXでの発売／発売：バップ）。同シリーズ初めてのDVD版発売（「12時間超ワイドドラマ」時代から）。DVD版は販売専用であり、同時発売のVHS版でレンタル用が用意された。